# Anocrazia
L'anocrazia è una forma di governo che possiede in parte caratteristiche di democrazia e in parte di dittatura, oppure come regime che mescola democrazia e caratteristiche autocratiche senza soddisfare né l'una né le altre. In scienze politiche viene chiamata anche semidemocrazia, democrazia difettiva o regime pretoriano.

## Definizioni
Un'altra definizione classifica l'anocrazia come un regime che consente alcuni mezzi di partecipazione democratica del gruppo di opposizione, ma che ha uno sviluppo incompleto di tali mezzi per rimediare alle lamentele. Gli studiosi hanno anche distinto le anocrazie dalle autocrazie e dalle democrazie nella loro capacità di gestire autorità, dinamiche politiche e programmi politici. Allo stesso modo, queste tipologie di governo hanno istituzioni democratiche che consentono la quantificazione nominale dell'opposizione.
Queste tipologie di governo sono particolarmente sensibili allo scoppio di conflitti armati e a cambiamenti inattesi o avversi nella leadership La transizione dalla democrazia all'anocrazia, che è uno stato solo parzialmente autocratico, "è contraria alle aspettative pubbliche di democrazia e progresso, aumentando così le probabilità di instabilità, guerra civile e rovesciamento del governo. L'analisi statistica dei tipi di regime e delle transizioni, storicamente, fornisce supporto per questa teoria", che dimostra la transitorietà di questa tipologia di potere, strutturalmente precaria e destinata ad evolvere verso uno dei due poli, la democrazia piena o l'autocrazia dittatoriale.

## Etimologia, sinonimi ed utilizzo
È un neologismo di origine anglosassone: "a(n)" è un privativo (come nella parola "anarchia") e la radice è presa in prestito dal greco κρατία ("kratia") che significa "forza/potere/governo". "Anocrazia" significa che il governo come entità esiste (il potere è esercitato, in capo ad un soggetto ovvero ad un gruppo) ma la governance (in termine di regole di prevedibilità) è assente. Come per la democrazia totalitaria coniata da Giovanni Sartori, questa definizione rientra nel concetto di autoritarismo competitivo - «convivenza di elementi democratici e autoritari all'interno di un modello che potremmo definire come democrazia ristretta o in altri termini dittatura costituzionale» (Mauro Burato in Visioni latinoamericane, 2010) - di recente volgarizzato in democratura.
La definizione operativa di anocrazia è ampiamente utilizzata dagli studiosi Monty G. Marshall e Benjamin R. Cole presso il Center for Systemic Peace e ha ottenuto gran parte della sua diffusione attraverso la pubblicazione dei Polity data series. Questo set di dati mira a misurare la democrazia in diversi stati e cita l'anocrazia tra i suoi metodi di classificazione per tipo di regime. In un'anocrazia chiusa, i rappresentanti sono scelti da un'élite. In un'anocrazia aperta, anche altri possono competere.

## Casistica
Predrag Matvejević indicò nel post-comunismo balcanico il «non luogo ambiguo col nome di "democratura"»: ciò perché la transizione «non ha ancora "raggiunto" nel livello di vita e di produzione gli ex regimi comunisti. In molti luoghi persiste un cattivo odore di ancien régime. C'è una diffusa atmosfera di avaria. Si crea uno iato tra passato e presente, tra presente e avvenire, ibrido di un desiderio di emancipazione e di un residuo di assoggettamento».
Secondo Paul Valéry già nella prima metà del secolo scorso «è bizzarro come oggi la dittatura sia contagiosa quanto lo era un tempo la libertà»: è massima che secondo alcuni polemisti "potrebbe essere ripetuta ai giorni nostri quando, per passi successivi, anche nell'Europa che dovrebbe essere stata vaccinata contro i totalitarismi, la democrazia si piega in democrazia "illiberale", declina in "democratura" e la conquista dello Stato di diritto non è più un valore. Folle angosciate dall'incertezza soprattutto economica dei tempi si abbandonano a un supposto salvatore rinunciando a quote sempre più ampie di libertà nella chimera di un riscatto. Delegano persino la fatica di pensare".

## Caratteristiche

### Diritti umani
L'instabilità dei regimi anocratici fa sì che le violazioni dei diritti umani siano significativamente più elevate all'interno delle anocrazie rispetto ai regimi democratici. Secondo l'Atlante dei Rischi per i Diritti Umani di Maplecroft del 2014, 8 dei 10 paesi con le peggiori violazioni erano anocrazie. Inoltre, il rapporto ha classificato ogni anocrazia attuale come "a rischio" o a "rischio estremo" di violazioni dei diritti umani.
L'elevata correlazione tra regimi anocratici e violazioni dei diritti umani denota la progressione non lineare nella transizione di un paese da un'autocrazia a una democrazia. In generale, le violazioni dei diritti umani diminuiscono significativamente quando viene raggiunta una certa soglia di piena democrazia. Tuttavia tendono a rimanere le stesse o addirittura ad aumentare quando i paesi passano da un regime autocratico a uno anocratico.
Le violazioni nei paesi anocratici includono tortura, brutalità della polizia, schiavitù, discriminazione, processi iniqui e libertà di espressione limitata. La ricerca ha dimostrato che le proteste politiche, come quelle avvenute durante la primavera araba, generalmente portano a un aumento delle violazioni dei diritti umani, poiché il governo in carica cerca di mantenere potere e influenza sull’opposizione governativa. Pertanto, i governi in transizione tendono ad avere alti livelli di violazioni dei diritti umani.
Nel suo rapporto annuale Freedom in the World, Freedom House ha valutato le violazioni delle libertà civili da parte degli stati su una scala di 7 punti, con un punteggio di 7 che rappresenta la percentuale più alta di violazioni. Ha inoltre definito le violazioni delle libertà civili come la violazione della libertà di espressione, dei diritti associativi e organizzativi, dello stato di diritto e dei diritti individuali. La maggior parte delle democrazie consolidate ha ricevuto punteggi di 1, ma quasi tutte le anocrazie hanno ricevuto punteggi tra 4 e 6 a causa dell'alta percentuale di violazioni delle libertà civili nella maggior parte dei regimi anocratici.

### Violenza
Le statistiche mostrano che le anocrazie hanno 10 volte più probabilità di sperimentare conflitti interstatali rispetto alle democrazie e il doppio delle probabilità rispetto alle autocrazie. Una spiegazione per l'aumento della violenza e del conflitto all'interno delle anocrazie è una teoria nota come More Murder in the Middle (MMM), proposta da Helen Fein nel 1995. La teoria sostiene che le caratteristiche instabili dei regimi anocratici, che includono la presenza di élite divise, disuguaglianze e sfidanti violenti che minacciano la legittimità dell'attuale ordine sociale, fanno sì che le élite governanti ricorrano a molta più repressione politica o terrore di stato rispetto ai regimi democratici o autoritari. Ciò porta ad alti livelli di ciò che viene definito “violazioni dell’integrità della vita”, che includono genocidi sponsorizzati dallo Stato, esecuzioni extragiudiziali e tortura.
Le violazioni dell’integrità della vita dello Stato possono essere classificate come atti di terrore di Stato. Gli atti di terrorismo da parte di gruppi sia governativi che esterni sono generalmente più elevati nei governi anocratici in transizione rispetto ai regimi democratici o autoritari. Il professore di politica pubblica di Harvard Alberto Abadie sostiene che lo stretto controllo di un regime autoritario è probabile che scoraggi le attività terroristiche nello Stato. Tuttavia, senza la stabilità di un chiaro governo autoritario o di una democrazia consolidata, le anocrazie sono più aperte e suscettibili agli attacchi terroristici. Egli osserva che in Iraq e in precedenza in Spagna e Russia, le transizioni da un regime autoritario a una democrazia sono state accompagnate da aumenti temporanei del terrorismo.
Secondo la scala del terrore politico (PTS), un set di dati che classifica la violenza sponsorizzata dallo stato su una scala a 5 punti, quasi ogni anocrazia è classificata con un punteggio compreso tra 3 e 5. Sulla scala, un punteggio di 3 indica che in uno stato "c'è un'ampia incarcerazione politica, o una storia recente di tale incarcerazione. Esecuzioni o altri omicidi e brutalità politiche possono essere comuni. La detenzione illimitata, con o senza processo, per opinioni politiche è accettata". Gli stati sono classificati con un punteggio di 4 quando "le violazioni dei diritti civili e politici si sono estese a un gran numero di persone. Omicidi, sparizioni e torture sono una parte comune della vita. Nonostante la sua generalità, a questo livello il terrore colpisce coloro che sono interessati alla politica o alle idee". Punteggi di 5 vengono assegnati agli stati se "il terrore si è esteso all'intera popolazione. I leader di queste società non pongono limiti ai mezzi o alla completezza con cui perseguono obiettivi personali o ideologici".

### Guerra civile
Ci sono opinioni divergenti sul fatto che l'anocrazia porti o meno alla guerra civile. Si dibatte se le transizioni tra regimi di governo o la violenza politica portino o meno alla guerra civile.
Le guerre civili nei paesi instabili sono solitamente il risultato dell'incapacità di un paese di soddisfare le richieste della popolazione. L'incapacità dello stato di provvedere ai bisogni della popolazione porta alla creazione di fazioni all'interno del paese. Quando le fazioni non sono in grado di ottenere ciò che vogliono, utilizzano le armi contro lo stato. La politologa Barbara F. Walter ha scritto che gli stati anocratici sono maggiormente a rischio di guerra civile, con i gruppi politici precedentemente dominanti più propensi a iniziarle rispetto ai gruppi più poveri e deboli.
Le ex democrazie che passano all'anocrazia corrono un rischio maggiore di essere coinvolte in conflitti civili. La consapevolezza della popolazione di quali diritti avesse come società democratica può spingerla a lottare per riconquistare i propri diritti e libertà. D'altra parte, le autocrazie che passano all'anocrazia hanno meno probabilità di scoppiare in una guerra civile. Non tutte le anocrazie sono instabili. Sono le qualità transitorie associate ad alcune anocrazie che sono predittive di conflitti civili. Anche l'entità della transizione influenza la probabilità di un conflitto civile. Maggiore è l'entità della transizione, maggiore è la probabilità di una guerra civile.
Tuttavia, alcuni esperti di relazioni internazionali utilizzano la serie di dati sulla politica nella formulazione delle loro ipotesi e dei loro studi, il che presenta un problema poiché il sistema Polity IV utilizza la violenza e la guerra civile come fattori nel calcolo del punteggio di politica di un paese. Due componenti, "il grado di istituzionalizzazione, o regolamentazione, della competizione politica" e "l'entità delle restrizioni governative alla competizione politica" sono problematiche da utilizzare in qualsiasi studio che coinvolga Polity IV e la guerra civile nei governi anocratici. Nel sistema di valutazione numerica di una di queste parti di Polity IV, non regolamentata, "può o può essere caratterizzata da violenti conflitti tra gruppi partigiani". L'altra componente afferma che "esistono gruppi politici relativamente stabili e duraturi, ma la competizione tra loro è intensa, ostile e spesso violenta". L'unica cosa che si può dedurre concretamente è che la violenza politica tende a portare alla guerra civile. Non ci sono prove concrete a sostegno del fatto che le istituzioni politiche in un'anocrazia portino alla guerra civile.

### Ampiezza e complessità
Mentre le prime tre caratteristiche catturano l'instabilità delle anocrazie, un'altra caratteristica dei regimi anocratici è la loro ampia descrittività. L'anocrazia descrive un tipo di regime con un mix di caratteristiche istituzionali che limitano o promuovono il processo democratico, "incapsulando una categoria complessa che comprende molti accordi istituzionali". Sebbene le anocrazie dimostrino una certa capacità di partecipazione alla società civile e alla politica, le loro controparti autocratiche e democratiche mostrano capacità considerevolmente maggiori o minori. Pertanto, mentre gli studiosi sono facilmente in grado di identificare i regimi democratici e autocratici in base alle rispettive caratteristiche, le anocrazie diventano una categoria più ampia, "prendi-tutto", per tutti gli altri regimi. Tuttavia, nonostante la sua ampiezza e complessità, la convenzione è ancora utilizzata per la sua rilevanza per l'instabilità civile e per il suo utilizzo nelle serie di dati sulla politica.

## Esempi

### Africa
Alla fine della seconda guerra mondiale, il controllo europeo sui suoi territori coloniali in Africa diminuì. Durante il periodo di decolonizzazione negli anni '50 e '60, molti stati africani ottennero l'indipendenza. Sebbene questi stati neo-indipendenti potessero diventare regimi democratici o autocratici, i problemi di gestibilità aprirono la strada all'ascesa al potere dei regimi autocratici. La maggior parte degli stati africani sottosviluppati che divennero democrazie in questo periodo fallirono entro 10 anni e passarono all'autocrazia. Per circa 30 anni dopo il 1960, il numero di regimi autocratici in Africa aumentò da 17 a 41, mentre il numero di regimi democratici rimase intorno a 5. Dopo la caduta degli stati comunisti in Europa e l'ascesa della democratizzazione alla fine della guerra fredda, l'Africa visse una grande trasformazione politica. Negli anni Novanta, il numero delle autocrazie è diminuito a 9, e il numero delle democrazie è aumentato a 9, poiché molti paesi africani sono rimasti anocratici. Nel 2012, l’Africa aveva 3 autocrazie, 17 democrazie e 30 anocrazie. Nel 2013, la maggior parte dei paesi africani era rimasta un’anocrazia aperta o chiusa. Mentre gli stati africani passano dall’autocrazia all’anocrazia e dall’anocrazia alla democrazia, i conflitti elettorali e la violenza rimangono prevalenti.

#### Nigeria
Con un punteggio politico di 4 nel 2014, la Nigeria era classificata come un'anocrazia aperta, in transizione più vicina alla democrazia che all'autocrazia. Negli anni 2000 la Nigeria aveva mostrato caratteristiche di regimi anocratici tra cui corruzione politica e brogli elettorali. Dopo anni di governo militare dopo aver ottenuto l'indipendenza dal 1960 al 1999, ad eccezione del periodo dal 1979 al 1983, le elezioni generali del 2007 hanno segnato la prima volta nella storia nigeriana che la leadership politica è stata passata da un civile all'altro tramite un'elezione. Tuttavia, alla fine del 2006, pochi mesi prima delle elezioni generali dell'aprile 2007, l'ex presidente Olusegun Obasanjo ha utilizzato le istituzioni statali per cercare di sconfiggere gli oppositori politici mentre tentava di vincere un terzo mandato presidenziale. Utilizzando la Commissione per i crimini economici e finanziari (EFCC), un'istituzione creata dalla sua amministrazione, l'ex presidente ha fatto arrestare o detenere alcuni dei suoi nemici politici e i loro familiari. L'ex presidente Goodluck Jonathan è stato accusato di abuso di potere nel tentativo di rimanere in carica dopo il 2015, nonostante affermasse che la sua presidenza sosteneva i principi democratici.

#### Somalia
La Somalia è stata etichettata come un'autocrazia dal 1969 al 2012, con un punteggio di governo di -7 durante l'intero periodo. Dal 1969 al 1991, Siad Barre è stato il dittatore militare della Repubblica Democratica Somala. Dopo che Barre fu rovesciato nel 1991, seguirono due decenni di caos, con lo scoppio della guerra civile e i signori della guerra rivali che combattevano per ottenere il potere. I continui combattimenti tra leader tribali e signori della guerra resero il paese incapace di affrontare disastri naturali, siccità e carestie, che causarono un totale di 500.000 morti per carestia nel 1992 e dal 2010 al 2012.
Dopo anni di divisione in feudi, i principali signori della guerra somali hanno raggiunto un accordo per nominare un nuovo presidente nel 2004. Tuttavia, il piano è fallito quando gli insorti islamici, tra cui la milizia giovanile radicale al-Shabaab, che ha legami con Al Qaeda, hanno ottenuto il controllo di gran parte della Somalia meridionale dal 2006 al 2008. Con l'assistenza delle offensive internazionali di mantenimento della pace e dell'esercito keniano, gli insorti islamici sono stati costretti a ritirarsi nel 2012. Nello stesso anno, è stato nominato in Somalia il primo parlamento formale in oltre 20 anni. Il parlamento appena formato ha scelto Hassan Sheikh Mohamud come nuovo presidente nel settembre 2012. Con l'assistenza internazionale, il governo somalo è stato in grado di ricostruirsi e il paese è stato recentemente relativamente più stabile. Nel 2013 la Somalia aveva un punteggio politico pari a 5 ed era considerata un’autentica anocrazia.

#### Uganda
Negli anni '90, l'Uganda è passata da un'autocrazia a un'anocrazia chiusa. Sebbene l'Uganda abbia visto un balzo nel suo punteggio di politica a metà degli anni 2000, ha mantenuto un punteggio di politica di meno due per l'ultimo decennio. L'Uganda è popolata da molti gruppi etnici, il più numeroso dei quali, il gruppo Buganda, costituisce il 17% della popolazione. Da quando l'Uganda ha ottenuto l'indipendenza nel 1962, è scoppiato un conflitto incessante tra circa 17 gruppi etnici, che ha portato all'instabilità politica. Il dittatore Idi Amin Dada è stato responsabile di circa 300.000 morti sotto il suo governo dal 1971 al 1979, e la guerriglia dal 1980 al 1985 sotto Milton Obote ha ucciso 100.000 persone. Le violazioni dei diritti umani sotto entrambi i governi hanno portato ad un numero ancora maggiore di morti dal 1971 al 1985.
Nei primi anni '90, l'Uganda ha vissuto un dissenso violento su larga scala mentre il paese sperimentava più ribellioni e guerriglia. Come risultato delle guerre, il governo ha indetto elezioni presidenziali e legislative non partitiche a metà degli anni '90. Seguì un periodo di relativa pace, con l'istituzione di un sistema legale di common law nel 1995. L'Uganda è passata da un regime autoritario a un'anocrazia chiusa. La situazione politica dell'Uganda ha visto pochi miglioramenti sotto il governo di Yoweri Museveni, che ha mantenuto il potere dal 1986 perché altre organizzazioni politiche in Uganda non possono sponsorizzare candidati. Solo Museveni e il suo Movimento di Resistenza Nazionale (NRM) possono operare senza alcuna limitazione, portando a conflitti elettorali e violenza.

#### Zimbabwe
Quando Robert Mugabe divenne presidente nel 1980, lo Zimbabwe fu classificato come un'anocrazia aperta con un punteggio di politica pari a 4. Nel 1987, il paese era quasi completamente passato a un regime autoritario, con un punteggio di politica pari a -6, che lo rendeva un'anocrazia chiusa. Dopo essere rimasto al confine tra un regime autoritario e un'anocrazia chiusa per oltre un decennio, il punteggio di politica dello Zimbabwe è aumentato all'inizio degli anni 2000.
Alla fine degli anni '90, quando lo Zimbabwe era un'anocrazia chiusa, il paese subì gravi violazioni dei diritti umani. Gli scioperi dei lavoratori erano comuni, poiché i datori di lavoro non ascoltavano le richieste dei loro dipendenti e i salari reali diminuirono del 60% dal 1992 al 1997. Gli scioperi dei lavoratori che si verificarono alla fine degli anni '90 furono dichiarati illegali dal governo dello Zimbabwe e la colpa fu attribuita ai cittadini poveri della classe operaia. Mentre le leggi sul lavoro continuavano a danneggiare i lavoratori, i servizi sanitari diminuirono e i progetti di edilizia popolare ristagnarono.
Da quando è diventato presidente nel 1980, Mugabe ha utilizzato una serie di tattiche per rimanere al potere che hanno portato a importanti conflitti elettorali nel corso degli anni. Nelle elezioni presidenziali del marzo 2008, l'organismo elettorale ha riferito che Morgan Tsvangirai, il candidato presidenziale del partito avversario, aveva ricevuto più voti di Mugabe. Tuttavia, poiché Tsvangirai ha ricevuto il 48% dei voti e non la maggioranza assoluta, è stato annunciato che si sarebbe tenuto un ballottaggio. Utilizzando tattiche intimidatorie, tra cui minacce di omicidio, Mugabe e il suo partito hanno costretto Tsvangirai a ritirarsi dal ballottaggio e Mugabe è rimasto al potere. Una risoluzione del Consiglio di sicurezza delle Nazioni Unite guidata dagli Stati Uniti per imporre sanzioni a Mugabe è fallita e i colloqui sulla condivisione del potere tra Mugabe e Tsvangirai si sono conclusi subito dopo il ballottaggio. Dopo che un candidato del partito avversario, Lovemore Moyo, vinse la carica di Presidente della Legislatura, nel settembre 2008 venne finalmente creata una coalizione di condivisione del potere in cui Tsvangirai venne nominato Primo Ministro. Entro il 2010 il punteggio politico dello Zimbabwe era aumentato da 1 a 4. Tuttavia, nel 2013, Mugabe vinse il suo settimo mandato presidenziale consecutivo e le elezioni furono criticate per essere state truccate per consentire a Mugabe di vincere.

### Asia

#### Birmania
La Birmania, o Repubblica dell'Unione del Myanmar, è stata classificata come un'anocrazia a causa di un conflitto armato avverso, di cambiamenti nella leadership e della natura in parte democratica e in parte autoritaria del suo governo. La Birmania ha avuto una democrazia rappresentativa dopo aver ottenuto l'indipendenza dalla Gran Bretagna. Subito dopo il raggiungimento dell'indipendenza, si è verificato uno scoppio di varie insurrezioni e ribellioni, molte delle quali causate da divisioni lungo linee etniche. Una delle guerre civili più importanti in Birmania, il conflitto Kachin, è durato dal 1994 al 2011.
La Birmania ha avuto una storia di cambiamenti di governo, solitamente tramite colpi di stato militari. Nel 1962, il generale Ne Win eseguì un colpo di stato militare e creò il Burma Socialist Programme Party, che mantenne il potere per 26 anni. Il 18 settembre 1988, il generale Saw Maung guidò un altro colpo di stato militare per restituire il governo al popolo e creò lo State Law and Order Restoration Council (SLORC), che fu ribattezzato State Peace and Development Council. Dopo aver tenuto elezioni libere e legittime nel maggio 1990, la National League for Democracy (NLD) vinse con Aung San Suu Kyi alla guida. Tuttavia, la giunta militare si rifiutò di cedere il potere alla NLD. L'Union Solidarity and Development Party (USDP), sostenuto dai militari, vinse le elezioni del 2010 e il governo militare fu sciolto poco dopo.
Il governo birmano nella sua storia ha mostrato caratteristiche sia democratiche che autoritarie. La Birmania è uno stato pseudodemocratico a causa delle elezioni che si sono tenute nel 1990 e nel 2010. Tuttavia, entrambe le elezioni sono state problematiche perché l'esercito non ha trasferito il potere al partito vincitore nel 1990 e le elezioni del 2010 sono state considerate illegittime. La repressione violenta è il principale indicatore della natura autoritaria del governo birmano. Il regime Win era caratterizzato da estrema oppressione e violazioni dei diritti umani e, di conseguenza, civili e studenti birmani hanno protestato contro il governo. Il governo birmano ha risposto violentemente alle proteste e il Tatmadaw ha ucciso molti dei manifestanti. Dopo il colpo di stato del 1988 del generale Maung, le proteste furono nuovamente represse violentemente, mentre il governo di Maung procedette all'attuazione della legge marziale per portare pace e ordine.

#### Cambogia
La Cambogia è un esempio di anocrazia perché il suo governo ha mostrato nella sua storia aspetti democratici e autoritari. Sotto l'UNTAC, la Cambogia ha implementato un sistema elettorale basato sulla rappresentanza proporzionale, ha tenuto elezioni legittime e ha istituito un sistema di governo parlamentare. La costituzione creata il 21 settembre 1993 indica che la Cambogia è una monarchia costituzionale. La Cambogia ha mostrato segni di uno stato democratico, soprattutto con la presenza di elezioni e un governo proporzionalmente rappresentativo. Dopo il colpo di stato del 1997, il governo cambogiano ha adottato misure più autoritarie per mantenere la pace nel paese. Le proteste sono state represse violentemente dalle forze filogovernative e molti attivisti per i diritti umani e manifestanti sono stati arrestati dal governo cambogiano.
La Cambogia ha mostrato segni di essere un governo instabile con bruschi cambi nella leadership, rendendolo in passato un'anocrazia. Le elezioni iniziali portarono alla vittoria del Funcinpec, sotto la guida del principe Ranariddh. Funcinpec e il Partito Liberal Democratico Buddista vinsero 68 seggi su 120 nell'Assemblea Nazionale. Il Partito Popolare Cambogiano, guidato da Hun Sen, rifiutò di accettare l'esito. Sebbene fosse stato creato un governo di coalizione con il principe Ranariddh come Primo Ministro e Sen come Secondo Primo Ministro, l'accordo fallì poiché Sen guidò un colpo di stato il 5 luglio 1997.

#### Thailandia
La storia di cambi di leadership in Thailandia la rende uno stato anocratico con egemonia militare. La Thailandia è in un costante stato di sconvolgimenti politici dal 1993. Colpi di stato e la diffusa corruzione politica sono le cause principali dell'instabilità politica. La Thailandia ha vissuto un periodo di liberalizzazione politica sotto il generale Prem Tinsulanonda dal 1980 al 1988. Una serie di colpi di stato seguirono poco dopo. Il generale Suchinda Kraprayoon guidò un colpo di stato contro il primo ministro Chatichai Choonhavan il 23 febbraio 1991. Dopo l'incidente del Maggio Nero, Suchinda fu costretto a dimettersi e ad Anand Panyarachun fu assegnata la carica di primo ministro temporaneo. Thaksin Shinawatra vinse le elezioni del 2001 e divenne primo ministro; vinse di nuovo nel 2005 ma fu deposto nel colpo di stato thailandese del 2006. Dopo l'adozione di una nuova costituzione, Samak Sundaravej e il suo Partito del Potere Popolare vinsero le elezioni del 2007 e Sundaravej divenne primo ministro. Tuttavia, un conflitto di interessi causò l'estromissione di Sundaravej e l'elezione di Somchai Wongsawat come nuovo primo ministro. Poco dopo la sua elezione, il primo ministro Wongsawat e il PPP furono dichiarati colpevoli di frode elettorale e Wongsawat perse la sua posizione. L'elezione di Abhisit Vejjajiva come prossimo primo ministro incontrò l'opposizione delle "Camicie Rosse". Il 3 luglio 2011, Yingluck Shinawatra, appartenente al partito Pheu Thai, fu eletta primo ministro. Dopo le proteste di massa del 2013, Shinawatra fu deposta da un colpo di stato militare guidato dal generale Prayut Chan-o-cha, che fu primo ministro fino al 2023.

## Transizioni di successo verso la democrazia
I regimi anocratici sono spesso menzionati implicitamente nella letteratura sulla transizione democratica. Esistono numerosi esempi di regimi che sono passati con successo dall’anocrazia alla democrazia.

### Messico
La transizione del Messico da un regime anocratico a uno democratico si è verificata negli anni '80 e '90 sul palcoscenico elettorale. Il periodo è stato caratterizzato dall'ascesa di molteplici partiti, dal declino del potere del Partito Rivoluzionario Istituzionale e dal decentramento del potere dal livello nazionale ai comuni. Il processo di democratizzazione ha prodotto elezioni competitive con meno frodi elettorali, culminando con le elezioni presidenziali del 1994. In questo periodo si è registrato anche un aumento documentato del ruolo dei media e del giornalismo, che ha portato alla creazione di vari gruppi di interesse speciale, come quelli che rappresentano l'ambiente, i diritti degli indigeni e i diritti delle donne. Tuttavia, la violenza continua a essere una caratteristica delle elezioni locali messicane.

### Taiwan
Alla fine della guerra civile cinese nel 1949, la Repubblica di Cina si ritirò sull'isola di Taiwan. La costituzione utilizzata dalla Repubblica di Cina per governare Taiwan garantiva i diritti civili e le elezioni, ma fu ignorata a favore del governo sotto la legge marziale. Il movimento pro-democrazia di Taiwan acquisì slancio nei primi anni '80 e si coalizzò nella formazione del Partito Democratico Progressista nel 1986. Nel decennio successivo, Taiwan tentò di ripristinare i diritti civili promessi nella sua costituzione, culminando con le prime elezioni presidenziali dirette di Taiwan nel 1996. Taiwan continua a muoversi verso una democrazia consolidata.

### Ghana
Nel 1991, il Ghana fu classificato come regime autocratico con un punteggio politico di -7. Tra la fine degli anni '90 e l'inizio degli anni 2000, il Ghana era un'anocrazia aperta. Nel 2005, il Ghana è passato con successo a una democrazia, mantenendo un punteggio politico di 8 dal 2006. Gran parte del successo del Ghana può essere attribuito alla sua gestione del processo elettorale per ridurre il conflitto elettorale. Da quando il Ghana ha iniziato ad avere elezioni nel 1992, il rafforzamento delle istituzioni governative, come una commissione elettorale forte e indipendente, ha ridotto il conflitto elettorale. Anche l'esistenza di organizzazioni della società civile e di media volti a garantire i principi democratici ha contribuito a gestire i conflitti elettorali in Ghana. Ad esempio, le elezioni del 2008 in Ghana si sono concluse pacificamente, poiché le istituzioni politiche sono state in grado di rispondere alle sfide elettorali e promuovere i principi e i processi democratici. Tuttavia, alcuni conflitti elettorali rimangono su piccola scala in Ghana, come il blocco del voto etnico, l’acquisto di voti, l’intimidazione e i discorsi d’odio. Anche con questi conflitti minori, il Ghana è stato comunque in grado di trasformarsi da un’anocrazia a una democrazia riducendo i conflitti elettorali.